# Josef Maria Grassi

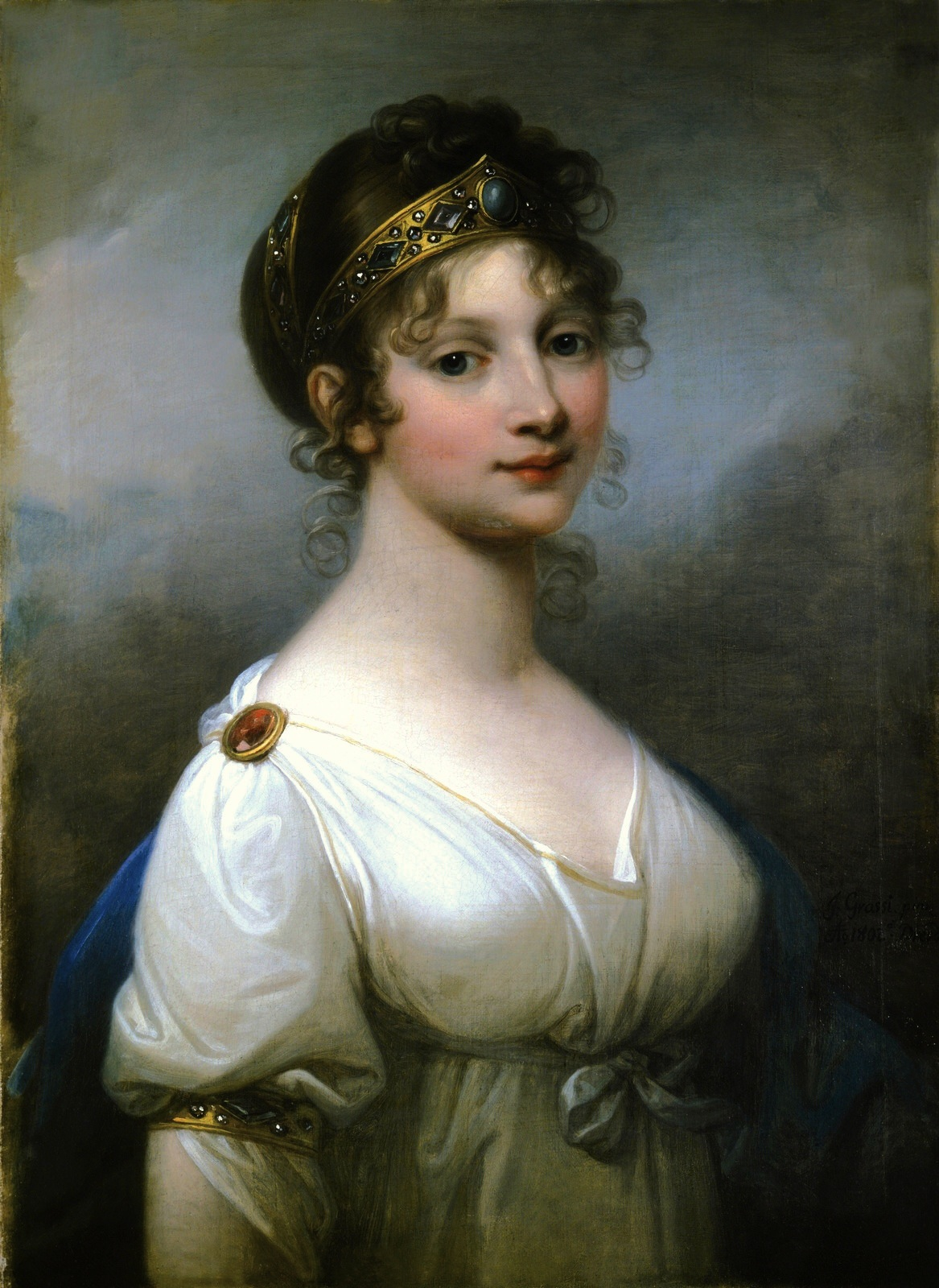
Louise av Mecklenburg-Strelitz porträtterad av Josef Maria Grassi.

Josef Maria Grassi (även Giuseppe Grassi), född 22 april 1757 i Wien, död 7 januari 1838 i Dresden, var en österrikisk konstnär.
Grassi vistades huvudsakligen i Wien och Warszawa, tills han 1799 blev professor vid akademien i Dresden. Åren 1816-21 var han studiedirektor för de sachsiska konststuderandena i Rom. Han var en god kolorist och fängslar åskådaren i särskilt genom att hans kvinnoporträtt är så vackra, till exempel det av drottning Louise av Mecklenburg-Strelitz av Preussen (1804).